# Megarhethus brevicheliferus
Megarhethus brevicheliferus là một loài nhện biển trong họ Ammotheidae. Chúng được miêu tả khoa học năm 1948 bởi Hedgpeth.